# Zastler
Das Dorf Zastler, heute ein Ortsteil der Gemeinde Oberried im Landkreis Breisgau-Hochschwarzwald, liegt östlich von Oberried im unteren Zastlertal. Zastler ist ein typischer Schwarzwaldort mit alten Holzhäusern und Einzelgehöften. Namensgebend war der Ort für die Zastler Hütte und das Zastler Loch.

## Geografie
Der Ort besteht aus dem Zastlertal, das vom Zastlerbach bzw. Osterbach durchflossen wird und seinem Seitental Stollenbach. Begrenzt wird er durch die Bergrücken Feldberg und Toter Mann im Süden sowie durch den Hinterwaldkopf im Norden. Dort findet man ein Naturphänomen, die Zastler Eislöcher. Vor Urzeiten haben sich durch Felsstürze Hohlräume gebildet, in denen sich auch im Sommer die schwerere kalte Luft sammelt, so dass man dort oft noch Ende Juli Eis findet. Bei den Einheimischen sind sie seit langem als natürliche Kühlschränke bekannt. Zu Zastler, das am 1. Oktober 1974 nach Oberried eingemeindet wurde, gehörten die Höfe Adamshof, Burghardtshof, Gassenbauernhof, Glaserhausenhof, Jockelehof und -berghaus, Mederlehof, Schweizerhaus, Schweizerhof, Stefansgütle, Stollenbacherhof und Winterhalterhof und Schmiede und die Wohnplätze Antoniushäusle, Breiterackerhaus, Bürstenholzfabrik, Försterhaus, Holzmacherhaus, Kleislehof, Krummholzengütle, Mederleberghaus, Roteck, Schulhaus, Taddäushäusle, Weilersbacher Viehhütte und Zähringerhaus. Auf der Gemarkung des Orts befinden sich der Burgstall Büschelesköpfle und die Reste der Burg Zasteler Stein (auch Burg am Adamshof genannt).
Durch Zastler führen der Südschwarzwaldradweg und der Dreiseenradweg. Der Südschwarzwaldradweg verläuft als Rundweg von Hinterzarten über Waldshut-Tiengen, Basel und Freiburg rund um den Naturpark Südschwarzwald. Der Dreiseenradweg führt von Oberried über den Titisee und den Windgfällweiher zum Schluchsee und verbindet Zastler über den Rinken mit Hinterzarten.

## Geschichte
Der Name des Ortes Zastler ist erstmals 1557 beurkundet, ursprünglich war das nur der Name des hinteren Tales in Richtung Feldberg. Dieser setzte sich dann im 16. Jahrhundert für das ganze Tal durch. Davor wurde es erstmals 1311 unter dem Namen „Munswendi“ urkundlich belegt – ein Name, der später als „Mißwende“ nur noch einen einzigen Hof beschrieb.
Dieser Name enthält den Begriff „svendi“, was so viel wie Abholzen bedeutet, sodass der Ursprung eine Holzhauer- und Glashüttensiedlung im Mittelalter sein dürfte. Die Waldwirtschaft war bis zum Ende des 19. Jahrhunderts die Wirtschaftsgrundlage, da das Holz ein wichtiger Baustoff und Brennmaterial war. Das Tal war einer der wichtigen Holzlieferanten für Freiburg. Nach Freiburg wurde das Holz über den Wasserweg gebracht, der am Nägelesee endete, der sich etwa beim alten Messplatz in Freiburg befand.
Das Zastlertal war Anfang des 16. Jahrhunderts im Besitz der Familie Schnewlin von Landeck und gehörte zur Herrschaft Ebnet. Die Schnewlins hatten die Rechte an dem Gebiet von den Herren von Falkenstein erworben, deren Bedeutung ab dem 15. Jahrhundert im Dreisamtal nachließ. 1568 übernahmen die Herren von Sickingen als Erben der Schnewlin von Landeck die Herrschaft und vererbten diese teilweise 1651 an die Herren von Pfirt. 1670 ging der Besitz des Ortes an die Freiherren von Neveu. 1786 ging die kirchliche Zuständigkeit von der Pfarrei Kirchzarten auf Oberried über. Nachdem der vorderösterreichische Breisgau mit dem Frieden von Pressburg 1806 an das im folgenden Jahr zum Großherzogtum erhobene Kurfürstentum Baden gefallen war, wurde ab 1809 der badische Staat zum Grundherrn.
Am 1. Oktober 1974 wurde Zastler zusammen mit Hofsgrund und St. Wilhelm aufgrund der baden-württembergischen Gemeindereform nach Oberried eingegliedert.